# Техаська різанина бензопилою (франшиза)
«Техаська різанина бензопилою» (англ. The Texas Chainsaw Massacre) — американська франшиза жахів, створена Кімом Генкелем і Тобом Гупером. Складається з дев'яти фільмів, коміксів, роману та двох адаптацій відеоігор. Перший фільм був знятий в 1974.
У центрі сюжету кожного фільму — протистояння групи молодих людей маніяку-вбивці на прізвисько Шкіряне обличчя (який використовує бензопилу як свою фірмову зброю) і його сім'ї канібалів, які тероризують нічого не підозрюючих відвідувачів своїх володінь у пустельній, техаській сільській місцевості, зазвичай вбиваючи їх і згодом готуючи з них їжу. Образ Шкіряного обличчя і сюжет першого фільму був частково заснований на вбивствах маніяка та серійного вбивці Еда Ґейна.
У світовому прокаті серія фільмів зібрала понад $252 мільйони.

## Фільми
Фільм «Техаська різанина бензопилою», що вийшов на екрани 1974 року за сценарієм і режисурою Тоуба Гупера, став першою і найуспішнішою стрічкою серії. Він вважається першим з фільмів жахів 1970-х років і започаткував багато кліше, які можна побачити в незліченній кількості пізніших малобюджетних слешерів. Сюжет фільму розповідає про сім'ю канібалів, які живуть у сільській місцевості Техасу і викрадають клієнтів зі своєї заправки. Найвідоміший персонаж фільму, Шкіряне обличчя, є одним з найвідоміших лиходіїв в історії кіно, відомий своїми масками з людської шкіри, закривавленим м'ясницьким фартухом і бензопилою, якою він орудує.
Події фільму «Техаська різанина бензопилою 2» (1986) відбуваються через 13 років після подій першого фільму. Хоча йому вдалося окупити свій відносно невеликий бюджет, фільм не вважався фінансовим успіхом. Однак з моменту свого першого виходу на екрани він набув власного культового статусу. На відміну від свого попередника, який поєднував мінімальну кількість крові з документальним стилем, сиквел є комедійним фільмом жахів, наповненим чорним гумором і різноманітними ефектами крові, створеними маестро гриму Томом Савіні. У фільмі з'являється письменник Кінкі Фрідман, а також кінокритик Джо Боб Бріггс. Спочатку епізодична поява Бріггса була вирізана під час монтажу, але потім відновлена для режисерської версії фільму, коли він вийшов на DVD.
«Техаська різанина бензопилою III: Шкіряне обличчя» — це продовження двох попередніх фільмів 1990 року. У ньому знялися Кейт Ходж, Кен Форі та Вігго Мортенсен, а режисером виступив Джефф Берр. На той час цей фільм вважався першим з кількох сиквелів серії, що їх випускала кінокомпанія New Line Cinema, але не мав комерційного успіху, і New Line більше не брала участі у створенні серії. Повернення техаської різанини бензопилою (1995) — четвертий фільм оригінальної серії. Він вийшов в обмежений прокат у 1995 році на студії Columbia Pictures, а в 1997 році був перевиданий під новою назвою «Техаська різанина бензопилою»: Наступне покоління", сподіваючись скористатися підвищеною популярністю зірок Рене Зеллвегер і Меттью Макконахі після їхніх фільмів «Джеррі Маґвайр» і «Час убивати» 1996 року відповідно.
Ремейк 2003 року «Техаська різанина бензопилою» режисера Маркуса Ніспела, сценариста Скотта Косара і продюсера Майкла Бея заснований на подіях першого фільму, але здебільшого слідує іншій сюжетній лінії. Наприклад, головна відмінність між двома фільмами полягає в тому, що замість того, щоб підібрати брата Шкіряного Обличчя, психопата-автостопника, група натрапляє на травмовану жертву, яка застрелилася в їхньому фургоні. У фільмі розповідається про минуле Шкіряного Обличчя, його справжнє ім'я (Томас Браун Г'юїтт), а також про можливу причину носіння ним масок, а саме про шкірну хворобу, яка призвела до загнивання його носа. Ремейк отримав змішану реакцію критиків після виходу на екрани, але був достатньо фінансово успішним, щоб зняти приквел «Техаська різанина бензопилою»: Початок" (2006), дія якого відбувається у 1969 році. Режисер Джонатан Лібесман, сценарист Шелдон Тернер і продюсер Майкл Бей досліджують коріння сім'ї Шкіряного Обличчя і заглиблюються в їхнє минуле. У фільмі показано першу маску Шкіряного Обличчя, а також перше вбивство, яке він скоїв за допомогою бензопили. Фільм зібрав менше касових зборів, ніж його попередник, і отримав переважно негативну оцінку кінокритиків.
Сьомий фільм, «Техаська бензопила 3D» (2013) є прямим продовженням оригінального фільму 1974 року і не містить жодних посилань на події інших сиквелів. Режисером фільму був Джон Люссенхоп, а сценарій написали Адам Маркус, Кірстен Елмс і Дебра Салліван. «Техаська бензопила» розповідає про молоду дівчину на ім'я Гізер, яка разом з друзями їде до Техасу, щоб отримати спадок від своєї померлої бабусі, яку вона ніколи не бачила. Там Хізер дізнається, що вона є частиною родини Сойєрів, яких вбили городяни після подій фільму 1974 року, а також двоюрідною сестрою Шкіряного Обличчя. За словами Сета М. Шервуда, сценариста приквелу «Шкіряне обличчя» (2017), восьмий фільм є частиною спадкоємності, що складається з «Шкіряного обличчя», «Техаської різанини бензопилою» (1974) та «Техаської бензопили 3D».
Після виходу «Шкіряного обличчя» продюсери отримали права на зйомки ще п'яти фільмів про техаську різанину бензопилою. Продюсер Кріста Кемпбелл заявила, що доля потенційних фільмів значною мірою залежатиме від фінансових зборів та реакції фанатів на приквел 2017 року. У грудні того ж року Lionsgate та Millennium Films втратили права на франшизу через те, що її випуск затягнувся. Згодом права на франшизу придбала компанія Legendary Entertainment, яка зацікавлена у розвитку телевізійних та кінопроектів.
Дев'ятий фільм, «Техаська різанина бензопилою», розповідає про історію маніака через 50 років після подій оригінальної «Техаської різанини бензопилою» і є продовженням оригінальної серії. У фільмі знялися Сара Яркін, Елсі Фішер, Мо Данфорд, Нелл Хадсон, Джессіка Аллен, Олвен Форе, Джейкоб Латимор та Еліс Кріге. Крім того, Марк Бернем зображує старого Шкіряне обличчя, замінивши Гуннара Хансена, а Олвен Форе грає Саллі Хардесті, замінивши Мерилін Бернс. Перші режисери, Райан і Енді Тохілл, були звільнені через тиждень після початку зйомок і замінені Девідом Блу Гарсіа. Кріс Томас Девлін написав сценарій за оповіданням Феде Альвереса і Родо Саєґеса. Фільм пропустив кінотеатральний реліз і натомість вийшов на Netflix 18 лютого 2022 року. Фільм отримав здебільшого негативні відгуки.
| Фільм                                                   | Режисер                        | Сценарист(и)                | Продюсер(и)                    |
| Техаська різанина бензопилою (1974)                     | Тоуб Гупер                     | Кім Генкел та Тоуб Гупер    | Тоуб Гупер                     |
| Техаська різанина бензопилою 2 (1986)                   | Тоуб Гупер                     | Кіт Ґарсон                  | Йорам Глобус and Менахем Голан |
| Техаська різанина бензопилою 3: Шкіряне обличчя (1990)  | Джеф Бур                       | Девід Шоу                   | Роберт Енґелмен                |
| Техаська різанина бензопилою: Наступне покоління (1994) | Кім Генкел                     | Кім Генкел                  | Роберт Кун та Кім Генкел       |
| Техаська різанина бензопилою (2003)                     | Маркус Ніспел                  | Скот Козар                  | Майкл Бей                      |
| Техаська різанина бензопилою: Початок (2006)            | Джонатан Лієбесман             | Шелдон Турнер               | Майкл Бей                      |
| Техаська різанина бензопилою 3D (2013)                  | Джон Луессепгоп                | Адам Маркус & Дебра Саліван | Марк Бурґ                      |
| Шкіряне обличчя (2017)                                  | Жульєн Морі Александр Бустілло | Сет М. Шервуд               | Кріста Кемпбелл                |
| Техаська різанина бензопилою (2022)                     | Кріс Томас Девлін              | Кріс Томас Девлін           | Феде Альварес                  |

## Інші медіа

### Книги
Стівен Генд написав новелу «Техаська різанина бензопилою», яка була опублікована 1 березня 2004 року у видавництві Black Flame.

### Комікси
Кілька коміксів за мотивами фільмів «Техаська різанина бензопилою» були опубліковані в 1991 році видавництвом Northstar Comics під назвою «Шкіряне обличчя». Вони були ліцензовані під назвою «Техаська різанина бензопилою» видавництву Avatar Press для використання в нових історіях коміксів, перша з яких була опублікована в 2005 році. У 2006 році Avatar Press втратило ліцензію на видавництво DC Comics, Wildstorm, яке опублікувало нові історії за мотивами фільмів. Однак у червні 2007 року Wildstorm перетворив низку коміксів жахів, зокрема «Техаську різанину бензопилою», з щомісячних випусків на спеціальні випуски та міні-серіали.
У серії коміксів не було жодного з головних героїв, яких можна було побачити в оригінальному фільмі (виняток становить серія Topps Comics «Джейсон проти Шкіряного обличчя»), за винятком Шкіряного обличчя. Міні-серіал 1991 року «Шкіряне обличчя» був вільно заснований на третьому фільмі «Техаська різанина бензопилою». Сценарист міні-серіалу Морт Касл сказав: «Серіал був дуже слабо заснований на „Техаській різанині бензопилою III“. Я працював за оригінальним сценарієм Девіда Шоу та сильно відредагованою театральною версією режисера Джеффа Берра, але мав більшу чи меншу свободу дій, щоб написати історію так, як вона повинна була бути розказана. Перший випуск розійшовся накладом 30 000 примірників». Кірк Ярвінен намалював ілюстрації до першого випуску, а Гай Бервелл завершив решту серії. Комікси, не маючи таких цензурних обмежень від MPAA, містили набагато більше крові, ніж готовий фільм. Кінцівка, а також долі кількох персонажів також були змінені. Адаптація «Техаської різанини бензопилою» була запланована видавництвом Northstar Comics, але так і не була реалізована.